# Приходькин Дмитро Дмитрович
Приходькин Дмитро Дмитрович (31 жовтня 1870, Київ — ?) — генерал для доручень Головного управління Генштабу Армії УНР.
Закінчив Петровський Полтавський кадетський корпус, Михайлівське артилерійське. училище (1891), академія Генштабу (1899). Старший ад'ютант штабу 10-кінної дивізії в Харкові, помічник старшого ад'ютанта штабу Київського військового округу, начальник штабу Єлисаветградського кінного училища, начальник відділення кадрів Брест-Литовської фортеці. Напередодні Першої світової війни — начальник штабу 12-ї піхотної дивізії. В роки війни — на Південно-Західному фронті, підвищений у ранзі до генерал-майора. В українській армії у 1918 році генерал для доручень Головного управління Генштабу Армії УНР. З 1919 в Добровольчій армії ЗСПР, в резерві чинів військ Новоросійської області.